# Odontelia grazianii
Odontelia grazianii là một loài bướm đêm trong họ Noctuidae.